# Abbaye d'Homblières
L'abbaye d'Homblières est une ancienne abbaye bénédictine, féminine puis masculine aujourd'hui disparue, située à Homblières dans le département de l'Aisne.

## Histoire
Une abbaye de moniales est fondée au VIIe siècle. Saint Eloi passe pour le fondateur de la maison. Une sainte femme du pays, nommée Hunégonde, disciple de saint Eloi et dite abbesse, y meurt en 690 et y est ensevelie.
En 943, Raoul de Cambrai envahit le Vermandois, l'abbaye est incendiée. .
La communauté souffre des incursions normandes et entre en décadence. L'archevêque de Reims, Hugues de Veramandois, y envoie une abbesse, appelée Berthe, soutenue par Albert Ier de Vermandois. Les religieuses ne changent pas de comportement. Albert de Vermandois, son vassal Ybert ou Eilbert et Hersent son épouse, demandent au roi Louis IV l'autorisation d'expulser les moniales. En 948, les autorités ecclésiastiques expulsent les religieuses et les remplacent par des bénédictins venus de Saint-Remi à Reims. La fondation est attestée par un diplôme de Louis IV et la réforme est confirmée par Jean XII.
Les comtes de Vermandois s'associent à la restauration de l'abbaye en 948 et s'inscrivent, durant les premières années, parmi les principaux bienfaiteurs de la maison. Eilbert, châtelain de Ribemont qui détient le monastère à titre de bénéfice, le rétrocède aux moines et rebâtit le couvent vers 950.
En 1607, l'incurie des abbés commendataires a pour conséquence la chute du clocher de l'église abbatiale. Celui-ci, en s'effondrant, ruine durablement le reste du bâtiment. Louis Lavocat fixe le nombre de religieux à 10 prêtres et 6 novices. En 1635, pendant la guerre de Trente Ans, les bâtiments continuent à se dégrader. Les religieux doivent se disperser. Un seul reste, faisant son rôle de veilleur.
Vers 1665, l'abbaye est de nouveau dévastée. La paix, revenue le 17 novembre 1666, le prieur, dom Antoine Thuret, moine de l'abbaye Saint-Remi de Reims rejoint le veilleur solitaire. En 1671, Dom Thuret répare l'église de 950, en ruines. En 1687, le monastère réunit dix profès. Le revenu de la mense est alors de 12 000 livres, dont deux tiers allaient au commendataire et un tiers au monastère, conformément aux prescriptions concordataires. Le 22 juillet 1715, est posée la première pierre d'une nouvelle église. La communauté se compose à ce moment de six moines.
À partir de 1768, la communauté masculine d'Homblières n'existe plus qu'en apparence. Les bénédictins demandent la sécularisation que l'évêque leur accorde, et que leur confirment le pape et le roi, par lettres patentes. La maison est convertie en chapitre noble séculier de chanoinesses. Le chapitre noble séculier d'Homblières est créé par un brevet du roi le 26 septembre 1788, Une chanoinesse d'honneur est nommée le 4 février 1789, mais les nouvelles dames ne se sont jamais installées dans le couvent.
Le 13 février 1790, l'Assemblée constituante prononce l'abolition des vœux monastiques et la suppression des congrégations religieuses. Les hut bénédictins restants quittent l'abbaye en 1792 qui est vendue comme bien national. Elle devient une carrière de pierres. Aujourd’hui ne subsistent qu’un portail fortement remanié par les propriétaires du château qui fut construit ensuite à cet emplacement, avant d’être détruit à son tour, en 1918, ainsi que des souterrains désormais inaccessibles.

## Abbesses
- Sainte-Hunégonde[5]
- <946 : Berthe, sainte veuve, venant de Saint-Pierre-les-Dames.

## Abbés
D'après Colliette

### Abbés réguliers
- 948 : Bernerus, Bernier (†982)[Note 1], moine de  Saint-Remi à Reims.
- ~960 : Albricus ou Aubri
- 982-988 : Aubry, peut être le même que le précédent
- 1018-1025 : Ricardus, Richard I.
- ~1026-1043 : Walerannus, Waleranne (†1043).
- 1043-49 : Bernardus, Bernard.
- ~1051 : Macarius, Macaire ou Marcellus envoyé par Malbod, l'abbé de Saint Amand .
- ~1074 : Guillaume, abdique pour être transféré à Saint-Arnoul en 1074[7]
- ~1073-1094 : Henrius,  Henri (†1095), abbé de Saint-Remi de Reims en 1074, de Nogent-sous-Coucy en 1076.
- ~1094: Erleboldus, Erlebold ou Erlebaud
- ~1095 : Ricardus, Richard II.
- ~1100: Mazelinus ou Matzelinus , peut-être le même que Marcellus, ci-dessus.
- ~1122 :Aldo
- ~1132 : Hugo, Hugues I (†1158), évêque d'Albano en 1132.
- ~1133-1147 : Hugues II de Toul, passe abbé de Saint-Amand en 1147.
- ~1147-1159 : Garinus, Garin ou Warin I
- ~1158 : Rainerus,  Rainier
- ~1163-1175 : Pietro, Pierre I (†1175)
- ~1176-1192 : Hubertus
- 1209 : Hugues III
- Baudouin
- ~1220 : Balduinus, Baudouin
- ~1251  Thomas
- ~1255 : Garinus, Garin ou Warin II
- 1258 : Jean I
- 1261 : Rainerus ou Renaud
- ~1273-1304 : Rainaldus ou Renaud
- ~1303 : Ernoul[8].
- ~1305 et 1354 : Jean II surnom Coivrel
- ~1323 : Jean de La Croix
- 1414 : Guillaume
- 1478 : Pierre II
- 1487 : Katherinus Le Basile
- 1520 : François de Magny
- 1543-1557 : Adrien de Hainaut
- 1579-1587 : Simon Le Roy, (1587), dernier abbé régulier, par la démission volontaire de M. de Créquy des Bordes qui l’avait obtenue en commende
- 1601 (mise en économat) : Antoine le Caron

### Abbés commendataires
Comme la plupart des monastères de France par le concordat de 1516, la mise en commende s’appliqua à l’abbaye d’Homblières : 
- ~1579 : M. de Créquy des Bordes, cède la place à un nouvel abbé régulier, Simon Le Roy.
- 1602 : Albert de Lénoncourt du Belis (†1608), abbé de l'abbaye de Bourras, abbé commendataire.
- 1606 : Louis Lavocat
- 1613 : François Lavocat (†1646), chanoine de Paris et aumônier du roi.
- 1646-1648 : Henri de Lorraine (1622-†1648), fils de Charles d’Elbeuf et de Catherine-Henriette de Boubon, dit l'abbé d'Elbeuf.
- 1648 : Armand de Rohan-Soubise, comte de Rochefort, fils d’Hercule de Rohan.
- 1660 : Charles du Bouzet de Roquépine
- 1661 : Joseph de Montpezat de Carbon, d’abord évêque de Saint-Papoul, ensuite archevêque de Toulouse, Il résigna pour le suivant.
- 1665 : Jean de Montpezat de Carbon , Archevêque de Bourges
- 1668-1716 : Anne-François-Robert Aubery (†1716), seigneur de la salle de Ponthieu et Falluy près de Roye.
- 1717-1754 : Charles-François d'Hallencourt de Dromesnil (†1754), évêque d’Autun , puis de Verdun
- 1754-1756 : Georges-Albert-François de la Verdure de Gavielle (1688-†1756), chanoine de Cambrai [9]
- 1757-1789 : Eugène Hercule Camille de Rohan (1737 – 1816), fils de Charles de Rohan-Guémené, prince de Rochefort.

## Chanoinesses
- 1789-1790 : Barbe-Antoinette-Charlotte Collinet, comtesse de la Salle, né à Épinal le 21 juin 1780, nommé par le Louis-Philippe d’Orléans, duc d'Orléans, comte de Vermandois.

## Prieurs
Le prieur est le moine choisi par l'abbé pour le seconder : on parle alors de prieur claustral, ou de grand-vicaire, numéro deux d'une abbaye.
- ~1400 : Gobert de Vervins.
- 1666-~1715 : Antoine Thuret, paléographe, profès de l'abbaye Saint-Remi de Reims, Gilles de Radepont, sous-prieur.
- : Chypre
- 1789 : Gabriel Bissez, Quénescourt, sous-prieur.

## Prieurés
L'influence de l'abbaye s'étend sur les prieurés où elle envoie ses religieux et recueille les revenus :
- La prévôté de Maurepas, paroisse de Cugny[10].

## Droit de patronage et dîmage
L'abbaye a le droit d'élire et de pourvoir aux cures des églises dont elle est patron, de prêtres qu'elle présente à l'ordination de l'évêque diocésain. C'est le droit de patronage, de présentation à l’évêque et de nomination d'un desservant aux églises ou cures (paroisses) où elle percevait les grosses dîmes.
L'abbé présentait à l'évêque pour la nomination aux cures de  Saint-Étienne d'Homblières (donation en 947), Beaumont-en-Beine, Marcy (1133), Mézières-sur-Oise, Morcourt, Urvillers (1094).

## Patrimoine foncier
En 959, l'abbé Bernier obtient de Gerbege, épouse d'Albert Ier de Vermandois un bien au village de Rumigny.
En 1018, le domaine d'Autreville, donné par Childéric II aux moines d'Elnon en 661, est rétrocédé à ceux d'Homblières.
L'abbaye possédait la seigneurie de Châtillon-sur-Oise ; des terres à Cugny, à Maurepas, à La Neuville-en-Beine, à Urcel ; le moulin de Luvignies à Rouvroy, le four et les rentes pécuniaires d'Attilly ; une partie du domaine d'Essigny, une cense ou ferme dite Zunnencourt à Fresnoy-le-Grand, une cense nommée Lambaye à Urvillers, la ferme de Courcelles à Fonsomme, la ferme d'Abbeville à Fontaine-Notre-Dame.
Les moines possédaient une vaste maison de refuge à Saint-Quentin.
L'abbaye d'Homblières possédait des eaux avec droit de pêche, à Frise et à VillaNova ou Saint-Christ au XIe siècle.
les dîmes d'Ablincourt, de Fontaine-Notre-Dame.
En 1159, elle échange le fief de Gerbert de Fresnoy-le-Grand à Gulvilla avec celle du Mont Sain-Martin avec l'abbaye du Mont-Saint-Martin.

## Héraldique
| Armoiries de l'Abbaye d'Homblières. | Les armes de l'abbaye se blasonnent ainsi : échiqueté d'or et d'azur, au chef du même chargé de cinq fleur de lis du premier. |